# Fachinformationsdienste für die Wissenschaft
Das System Fachinformationsdienste für die Wissenschaft (FID) ist ein Förderprogramm für wissenschaftliche Bibliotheken der Deutschen Forschungsgemeinschaft, das Informationsinfrastrukturen für die Forschung stärken und verbessern soll. Es bildet die Weiterentwicklung der seit 1949 geförderten Sondersammelgebiete (SGG) an wissenschaftlichen Bibliotheken in Deutschland.

## Ziel
Das Ziel der Fachinformationsdienste ist es, Wissenschaftlern einen schnellen und direkten Zugriff auf Spezialliteratur und forschungsrelevante Informationen zu ermöglichen.
Fachinformationsdienste entwickeln dazu Angebote für die einzelnen Disziplinen. Je nach Ausrichtung und spezifischen Interessen eines Fachs können im Austausch mit der Fachcommunity somit verschiedene Services entwickelt werden, z. B. können Tools für den Zugriff auf digitale Ressourcen bereitgestellt werden, es kann aber auch der Bestandsaufbau konventioneller Veröffentlichungen vertieft werden. Durchschnittlich wird der Aufbau von Services mit ähnlich hohen finanziellen Mitteln gefördert wie Printliteraturerwerb. Fachinformationsdienste bieten eine Informationsversorgung der Wissenschaft als Ergänzung zur Grundversorgung durch wissenschaftliche Bibliotheken.
Im Gegensatz zu den Sondersammelgebieten haben Fachinformationsdienste nicht mehr das Ziel eines möglichst umfassenden Sammelns und Archivierens von Veröffentlichungen. Dies sei „vielmehr eine kooperativ wahrzunehmende Aufgabe der Nationalbibliotheken und -archive oder vergleichbarer Einrichtungen nationalen Rangs rund um den Globus“.

## Details
Als forschungsunterstützende Infrastrukturen bieten Fachinformationsdienste eine am Spezialbedarf der wissenschaftlichen Fächer orientierte, vorrangig digitale und standortunabhängige Informationsversorgung an, die die lokalen Angebote von Hochschulen und Forschungseinrichtungen ergänzen. Die Förderung der Fachinformationsdienste erfolgt mit dem Anspruch, sich an einem von der Wissenschaft formulierten Bedarf in der Informationsversorgung zu orientieren. Dabei stehen die Interessen der Forschung in den jeweiligen Fachbereichen im Mittelpunkt. Die Leistungen der FID sollen über die Grundaufgaben wissenschaftlicher Bibliotheken und Informationseinrichtungen hinausgehen und einen Mehrwert gegenüber lokalen Informationsangeboten bieten. Um den spezifischen und durchaus heterogenen Bedürfnissen der einzelnen Fachbereiche standortunabhängig gerecht werden zu können, greifen die Fachinformationsdienste auf webbasierte, wissenschaftliche Informations- und Kommunikationssysteme zurück, die sich in nahezu allen Fällen im Aufbau und der Betreibung von Webportalen widerspiegelt: Hierbei sind die Webpräsenzen der Fachinformationsdienste von klassischen Fachportalen abzugrenzen. Letztere sind integrierte Webangebote, die verschiedene Inhalte und Funktionen für spezifische Fachbereiche oder wissenschaftliche Gemeinschaften bereitstellen, die im Regelfall von Redaktionen ausgewählt, redigiert oder erstellt werden. Fachportale decken einen breiten Informationsbedarf ab, der von wissenschaftlichen Institutionen über Forschungsprojekte bis hin zu aktuellen Nachrichten und Veranstaltungen reicht, jedoch besteht ihr darin, den Alltagsbedarf an wissenschaftlichen Informationen zu decken. Die von den Fachinformationsdiensten etablierten Informations- und Kommunikationssysteme hingegen bieten zusätzlich einen schnellen Zugriff auf Spezialliteratur und andere relevante Informationen für die Forschung. Im Vergleich zu den klassischen Fachportalen konzentrieren sie sich also auf den Spitzenbedarf der Wissenschaftler und bieten Dienstleistungen wie Erwerbung, Lizenzierung und Bereitstellung von Publikationen sowie die Entwicklung von Recherchesystemen. Jedoch können beide Dienste in ihrem Merkmalen Überschneidungen aufweisen.
Eine wesentliche Aufgabe der Fachinformationsdienste besteht darüber hinaus in der kooperativen Vernetzungsarbeit der einzelnen Fachinformationsdienste. Aus diesem Grund haben sich diverse Gesprächsformate etabliert: Neben einer, seit Herbst 2022, regelmäßig stattfinden Coffee Lecture, in der jeweils ein FID seine Entwicklungen in einem halbstündlichen Format, inklusive einer anschließenden Diskussion auf der Leitungsebene präsentiert, haben sich zudem Unterarbeitsgruppen zu den Themenfeldern Elektronisches Publizieren, Forschungsdaten, Lizenzierung, Öffentlichkeitsarbeit, Sacherschließung und Technische Infrastruktur sowie die Netzwerke Asien, Geschichte, Künste & Kultur, NordOst, Philologien, Rechts-, Wirtschafts- und Sozialwissenschaften (REWISO+), Regionale Fachinformationsdienste, Semantische Technologien und „Vufind“ gegründet.

## Geförderte Fachinformationsdienste
Förderung seit 2014 (soweit nicht anders angegeben: 2. Förderphase 2017–2019)
- Fachinformationsdienst internationale und interdisziplinäre Rechtsforschung, Staatsbibliothek zu Berlin – Preußischer Kulturbesitz
- Fachinformationsdienst Kriminologie, Universitätsbibliothek Tübingen
- arthistoricum.net – Fachinformationsdienst Kunst, Universitätsbibliothek Heidelberg und Sächsische Landesbibliothek – Staats- und Universitätsbibliothek Dresden
- adlr.link – Fachinformationsdienst Medien- und Kommunikationswissenschaft, Universitätsbibliothek Leipzig (2. Förderphase 2018–2020)
- Fachinformationsdienst Musikwissenschaft, Bayerische Staatsbibliothek, München, ab 2017 mit der Sächsischen Landesbibliothek – Staats- und Universitätsbibliothek Dresden[8]

Förderung seit 2015 (soweit nicht anders angegeben: 2. Förderphase 2018–2020)
- Fachinformationsdienst Darstellende Kunst, Universitätsbibliothek Johann Christian Senckenberg, Goethe-Universität Frankfurt am Main
- Fachinformationsdienst Erziehungswissenschaft und Bildungsforschung, Leibniz-Institut für Bildungsforschung und Bildungsinformation (DIPF) Frankfurt, Bibliothek für Bildungsgeschichtliche Forschung Berlin, Universitätsbibliothek Erlangen-Nürnberg, Georg-Eckert-Institut für Internationale Schulbuchforschung Braunschweig und Universitätsbibliothek der Humboldt-Universität zu Berlin
- Fachinformationsdienst Mathematik, Niedersächsische Staats- und Universitätsbibliothek Göttingen und die TIB – Leibniz-Informationszentrum Technik und Naturwissenschaften (Förderung bis 2017)
- Fachinformationsdienst Pharmazie, Universitätsbibliothek Braunschweig und Institut für Informationssysteme der Technischen Universität Braunschweig (Wolf-Tilo Balke)
- Fachinformationsdienst Theologie, Universitätsbibliothek Tübingen

Förderung seit 2016 (soweit nicht anders angegeben: 2. Förderphase 2019–2021)
- Fachinformationsdienst Afrikastudien, Universitätsbibliothek Johann Christian Senckenberg, Frankfurt am Main (Förderung bis 2018)
- Fachinformationsdienst Allgemeine und Vergleichende Literaturwissenschaft, Universitätsbibliothek Johann Christian Senckenberg, Frankfurt am Main
- Propylaeum – Fachinformationsdienst Altertumswissenschaften, Universitätsbibliothek Heidelberg und Bayerische Staatsbibliothek, München
- Library of Anglo-American Culture & History, Niedersächsische Staats- und Universitätsbibliothek Göttingen und Bibliothek des J. F. Kennedy-Instituts der Freien Universität Berlin
- CrossAsia – Fachinformationsdienst Asien, Staatsbibliothek zu Berlin – Preußischer Kulturbesitz und Universitätsbibliothek Heidelberg
- Fachinformationsdienst Benelux / Low Countries Studies, Universitäts- und Landesbibliothek Münster
- Fachinformationsdienst Geowissenschaften, Niedersächsische Staats- und Universitätsbibliothek Göttingen und Deutsches GeoForschungsZentrum GFZ Potsdam
- Fachinformationsdienst Geschichtswissenschaft, Bayerische Staatsbibliothek, München, und Bibliothek des Deutschen Museums, München
- Fachinformationsdienst Jüdische Studien, Universitätsbibliothek Johann Christian Senckenberg, Frankfurt am Main, und Hochschule der Medien, Stuttgart (Kai Eckert)
- Fachinformationsdienst Kartographie und Geobasisdaten, Staatsbibliothek zu Berlin – Preußischer Kulturbesitz
- Fachinformationsdienst Lateinamerika, Karibik und Latino Studies, Bibliothek des Ibero-Amerikanischen Instituts – Preußischer Kulturbesitz, Berlin (Förderung bis 2018)
- Fachinformationsdienst Montan, Bergbau und Hüttenwesen, Universitätsbibliothek der Technischen Universität Bergakademie Freiberg
- Fachinformationsdienst Nahost-, Nordafrika- und Islamstudien, Universität- und Landesbibliothek Halle/Saale
- Fachinformationsdienst Nordeuropa, Universitätsbibliothek Kiel
- Fachinformationsdienst Ost-, Ostmittel-, Südosteuropa, Bayerische Staatsbibliothek, München
- Fachinformationsdienst Politikwissenschaft, Staats- und Universitätsbibliothek Bremen und GESIS – Leibniz-Institut für Sozialwissenschaften, Köln (Philipp Mayr)
- Fachinformationsdienst Religionswissenschaft, Universitätsbibliothek Tübingen
- Fachinformationsdienst Romanistik, Universitäts- und Landesbibliothek Bonn und Staats- und Universitätsbibliothek Hamburg
- Fachinformationsdienst Slawistik, Staatsbibliothek zu Berlin – Preußischer Kulturbesitz
- Fachinformationsdienst Sozial- und Kulturanthropologie, Universitätsbibliothek der Humboldt-Universität zu Berlin
- Fachinformationsdienst Soziologie, Universitäts- und Stadtbibliothek Köln und GESIS – Leibniz-Institut für Sozialwissenschaften, Mannheim (Christof Wolf)

Förderung seit 2017
- Fachinformationsdienst Biodiversitätsforschung, Universitätsbibliothek Johann Christian Senckenberg, Frankfurt am Main, Lehrstuhl für Texttechnologie der Goethe-Universität Frankfurt am Main sowie Senckenberg Forschungsinstitut und Naturmuseum
- Fachinformationsdienst Buch-, Bibliotheks- und Informationswissenschaft, Universitätsbibliothek Leipzig und Herzog August Bibliothek Wolfenbüttel
- Fachinformationsdienst Finnisch-ugrische / uralische Sprachen, Literaturen und Kulturen, Niedersächsische Staats- und Universitätsbibliothek Göttingen
- Fachinformationsdienst Linguistik, Universitätsbibliothek Johann Christian Senckenberg, Frankfurt am Main, und Institut für Informatik – Arbeitsgruppe Angewandte Computerlinguistik der Goethe-Universität Frankfurt am Main

Förderung seit 2018
- Fachinformationsdienst Philosophie, Universitäts- und Stadtbibliothek Köln und Philosophische Fakultät, Thomas-Institut, Köln (Andreas Speer)
- Fachinformationsdienst Mobilitäts- und Verkehrsforschung, Sächsische Landesbibliothek – Staats- und Universitätsbibliothek Dresden und die TIB – Leibniz-Informationszentrum Technik und Naturwissenschaften
- Fachinformationsdienst Germanistik, Universitätsbibliothek Johann Christian Senckenberg, Frankfurt am Main

Förderung eingestellt seit 2022.
Förderung seit 2019
- Fachinformationsdienst Zentralasien – Autochthone Kulturen und Sprachen, Niedersächsische Staats- und Universitätsbibliothek Göttingen

Förderung seit 2021
- Fachinformationsdienst Materialwissenschaft und Werkstofftechnik (FID Materials Science), Sächsische Landesbibliothek – Staats- und Universitätsbibliothek Dresden und die TIB – Leibniz-Informationszentrum Technik und Naturwissenschaften[10]

Förderung seit 2022
- FID4SA – Fachinformationsdienst Südasien, Universitätsbibliothek Heidelberg

## Kritik
Die Saarländische Universitäts- und Landesbibliothek, die das Sondersammelgebiet Psychologie etwa 50 Jahre lang betreut hatte, hat davon abgesehen, ihre Aktivitäten auf einen Fachinformationsdienst umzustellen und sich um entsprechende Mittel zu bewerben, weil sie die Ausrichtung der FIDs nicht für zielführend hielt. Das Konzept der Fachinformationsdienste in Verbindung mit einer Bevorzugung digitaler Medien bedeute „vor allem eine Abkehr von der antizipativen und somit vollständigen Erwerbung, d. h. die Erwerbungen werden auf den aktuellen Forschungsbedarf ausgerichtet, so dass aus unserer Sicht Lücken im zukünftigen Bedarf, der sich eben nicht planen lässt, vorprogrammiert sind. Da wir der Meinung sind, dass dieses Konzept nicht zukunftsfähig ist, haben wir von einer Bewerbung abgesehen“, erklärte die Bibliothek auf ihrer Website.

## Evaluierung 2019
Die DFG beauftragte 2019 das Beratungsunternehmen Prognos AG mit der Evaluation des FID-Systems. Dazu wurden mittels qualitativer und quantitativer Methoden der empirischen Sozialforschung Meinungen und Erfahrungen von Bibliotheksleitungen, FID-Verantwortlichen, Fachreferenten sowie (potentiellen) Nutzern eingeholt. Insgesamt wird dem FID-System ein positives Zeugnis ausgestellt. Im Rahmen der FIDs würden innovative Dienstleistungen entwickelt und Nutzer seien zufrieden. Als verbesserungswürdig wurde beispielsweise festgehalten:
- Eine klarere Trennung zwischen projektbasierter Förderung innovativer neuer Services und nachhaltigem dauerhaft finanziell gesichertem Bestandsaufbau wird gewünscht.
- Redundante Parallelstrukturen bei sich inhaltlich überlappenden FIDs sollen vermieden werden.